# Astronomische Nachrichten
Astronomische Nachrichten (з нім. Астрономічні новини) — один з перших міжнародних журналів з астрономії був заснований 1821 року німецьким астрономом Генріхом Християном Шумахером. Стверджується що це найстаріший астрономічний журнал, який продовжує випускатися. Нині основні теми публікації — фізика Сонця, позагалактична астрономія, космологія, геофізика і наукові методи в цих областях.

## Формат випусків
Хоча журнал був заснований 1821-го, перший том датується 1823 роком. Том 1 (1823) складається з 33 випусків (Issue) і з 516 сторінок. Том 2 наступного року утворюють 34 випуски і 497 сторінок. За винятком 1830—1832 років, коли 1831 році було опубліковано два томи, а в 1830 і 1832 жодного, до 1846 року, кожен рік виходило рівно по одному Тому з приблизно 20—30 випусків. Потім зазвичай випускалося по 2 томи в рік до 1884 року в 1884 році було випущено рекордну кількість — 5 томів. Між 1884 і 1914 рр. зазвичай виходило 3 або більше томів.
Під новим видавцем, Wiley, ця закономірність тривала до 2003, коли число випусків на рік було збільшено до 9 завдяки публікації додаткових матеріалів. З 2004 р. виходить по 10 випусків на рік. У 2006 р., Том 327, було 10 випусків і 1100 сторінок.